# شاه منصوری (میناب)
شاه منصوری، روستایی در دهستان حومه بخش مرکزی شهرستان میناب در استان هرمزگان ایران است.

## جمعیت
بر پایه سرشماری عمومی نفوس و مسکن در سال ۱۳۹۵، جمعیت این روستا برابر با ۵۷۹ نفر (۱۶۷ خانوار) بوده‌است.